# Juan J. Luna
Juan J. Luna Fernández (ur. 1946 w Madrycie, zm. 29 marca 2020) – hiszpański historyk i krytyk sztuki.
Doktor nauk humanistycznych Uniwersytetu Complutense w Madrycie. Od 1969 współpracował z Muzeum Prado: od 1980 był konserwatorem, od 1986 kierownikiem działów malarstwa francuskiego, angielskiego i niemieckiego, a od 2003 kierował działem XVIII-wiecznego malarstwa. Jest autorem licznych publikacji związanych z kolekcją sztuki muzeum, m.in. katalogu wystawy Goya. 250 aniversario i przewodnika Guía actualizada del Prado.